# Kistoronyi evangélikus templom
A kistoronyi evangélikus templom műemlékké nyilvánított épület Romániában, Szeben megyében. A romániai műemlékek jegyzékében az SB-II-a-B-12065 sorszámon szerepel.